# قلعه تپه امیران دشت
قلعه تپه امیران دشت در شهرستان دامغان، روستای چهادره واقع شده و این اثر در تاریخ ۱۱ دی ۱۳۸۰ با شمارهٔ ثبت ۴۶۴۰ به‌عنوان یکی از آثار ملی ایران به ثبت رسیده است. این قلعه بر روی تپه ای نسبتا مرتفع قراردارد.